# Kronowo (Iłownica)
Kronowo – część wsi Iłownica w Polsce, położona w województwie pomorskim, w powiecie kościerskim, w gminie Liniewo.
W latach 1975–1998 Kronowo administracyjnie należało do województwa gdańskiego.